# Fußballer des Jahres in Litauen

Logo des litauischen Fußballverbandes

Der Titel Fußballer des Jahres wird in Litauen seit 1965 vom litauischen Fußballverband vergeben. Bis 1990 verlief die Wahl parallel zur Wahl des Fußballers des Jahres in der UdSSR. Ausgezeichnet wird der beste litauische Spieler, der Verein spielt dabei keine Rolle.
Aktueller Preisträger ist Arvydas Novikovas, der zum Zeitpunkt der Auszeichnung für den türkischen Verein Erzurumspor FK spielte. Rekordsieger ist Edgaras Jankauskas, der die Trophäe fünf Mal gewinnen konnte.

## Liste der Titelträger
- Jahr: Nennt das Jahr, in dem der Spieler ausgezeichnet wurde.
- Spieler: Nennt den Namen des Spielers.
- Verein: Nennt den Verein, für den der Spieler zum damaligen Zeitpunkt gespielt hat.
- Position: Nennt die Position des Spielers: Tor, Abwehr, Mittelfeld, Sturm.

| Jahr | Spieler                  | Verein                          | Position   |
| ---- | ------------------------ | ------------------------------- | ---------- |
| 1965 | Petras Glodenis          | Žalgiris Vilnius                | Mittelfeld |
| 1966 | Gintautas Kalėdinskas    | Žalgiris Vilnius                | Sturm      |
| 1967 | Stanislovas Ramelis      | Žalgiris Vilnius                | Mittelfeld |
| 1968 | Stanislovas Ramelis      | Žalgiris Vilnius                | Mittelfeld |
| 1969 | Juzefas Jurgelevičius    | Žalgiris Vilnius                | Mittelfeld |
| 1970 | Romualdas Juška          | Žalgiris Vilnius                | Sturm      |
| 1971 | Benjaminas Zelkevičius   | Žalgiris Vilnius                | Sturm      |
| 1972 | Benjaminas Zelkevičius   | Žalgiris Vilnius                | Sturm      |
| 1973 | Petras Glodenis          | Žalgiris Vilnius                | Mittelfeld |
| 1974 | Algirdas Žilinskas       | Žalgiris Vilnius                | Abwehr     |
| 1975 | Vytautas Dirmeikis       | Žalgiris Vilnius                | Sturm      |
| 1976 | Eugenijus Riabovas       | Žalgiris Vilnius                | Sturm      |
| 1977 | Eugenijus Riabovas       | Žalgiris Vilnius                | Sturm      |
| 1978 | Eugenijus Riabovas       | Žalgiris Vilnius                | Sturm      |
| 1979 | Stanislovas Danisevičius | Žalgiris Vilnius                | Mittelfeld |
| 1980 | Juzefas Jurgelevičius    | Žalgiris Vilnius                |            |
| 1981 | Vytautas Dirmeikis       | Žalgiris Vilnius                | Sturm      |
| 1982 | Sigitas Jakubauskas      | Žalgiris Vilnius                | Abwehr     |
| 1983 | Valdas Kasparavičius     | Žalgiris Vilnius                | Abwehr     |
| 1984 | Stanislovas Danisevičius | Žalgiris Vilnius                | Mittelfeld |
| 1985 | Arminas Narbekovas       | Žalgiris Vilnius                | Mittelfeld |
| 1986 | Arminas Narbekovas       | Žalgiris Vilnius                | Mittelfeld |
| 1987 | Arminas Narbekovas       | Žalgiris Vilnius                | Mittelfeld |
| 1988 | Arminas Narbekovas       | Žalgiris Vilnius                | Mittelfeld |
| 1989 | Valdemaras Martinkėnas   | Žalgiris Vilnius                | Tor        |
| 1990 | Valdas Ivanauskas        | FK Austria Wien                 | Sturm      |
| 1991 | Valdas Ivanauskas        | FK Austria Wien                 | Sturm      |
| 1992 | Valdemaras Martinkėnas   | Dynamo Kiew                     | Tor        |
| 1993 | Valdas Ivanauskas        | Hamburger SV                    | Sturm      |
| 1994 | Valdas Ivanauskas        | Hamburger SV                    | Sturm      |
| 1995 | Gintaras Staučė          | Karşıyaka SK                    | Tor        |
| 1996 | Gintaras Staučė          | Sarıyer GK                      | Tor        |
| 1997 | Edgaras Jankauskas       | FC Brügge                       | Sturm      |
| 1998 | Edgaras Jankauskas       | FC Brügge                       | Sturm      |
| 1999 | Saulius Mikalajūnas      | FK Elista                       | Mittelfeld |
| 2000 | Edgaras Jankauskas       | Real Sociedad San Sebastián     | Sturm      |
| 2001 | Edgaras Jankauskas       | Real Sociedad San Sebastián     | Sturm      |
| 2002 | Raimondas Žutautas       | Maccabi Haifa                   | Mittelfeld |
| 2003 | Robertas Poškus          | Krylja Sowetow Samara           | Sturm      |
| 2004 | Edgaras Jankauskas       | OGC Nizza                       | Sturm      |
| 2005 | Deividas Šemberas        | ZSKA Moskau                     | Abwehr     |
| 2006 | Tomas Danilevičius       | AS Livorno                      | Sturm      |
| 2007 | Tomas Danilevičius       | FC Bologna                      | Sturm      |
| 2008 | Marius Stankevičius      | Sampdoria Genua                 | Abwehr     |
| 2009 | Marius Stankevičius      | Sampdoria Genua                 | Abwehr     |
| 2010 | Darvydas Šernas          | Widzew Łódź                     | Mittelfeld |
| 2011 | Žydrūnas Karčemarskas    | Gaziantepspor                   | Tor        |
| 2012 | Žydrūnas Karčemarskas    | Gaziantepspor                   | Tor        |
| 2013 | Mindaugas Kalonas        | Rəvan Baku FK                   | Mittelfeld |
| 2014 | Giedrius Arlauskis       | Steaua Bukarest                 | Tor        |
| 2015 | Lukas Spalvis            | Aalborg BK                      | Sturm      |
| 2016 | Fiodor Černych           | Jagiellonia Białystok           | Sturm      |
| 2017 | Fiodor Černych           | Jagiellonia Białystok           | Sturm      |
| 2018 | Arvydas Novikovas        | Jagiellonia Białystok           | Sturm      |
| 2019 | Ernestas Šetkus          | Hapoel Be’er Scheva             | Tor        |
| 2020 | Arvydas Novikovas        | Legia Warschau                  | Sturm      |
| 2021 | Arvydas Novikovas        | Büyükşehir Belediye Erzurumspor | Sturm      |
| 2022 | Edvinas Gertmonas        | FK Žalgiris Vilnius             | Tor        |

## Ranglisten

### Spieler

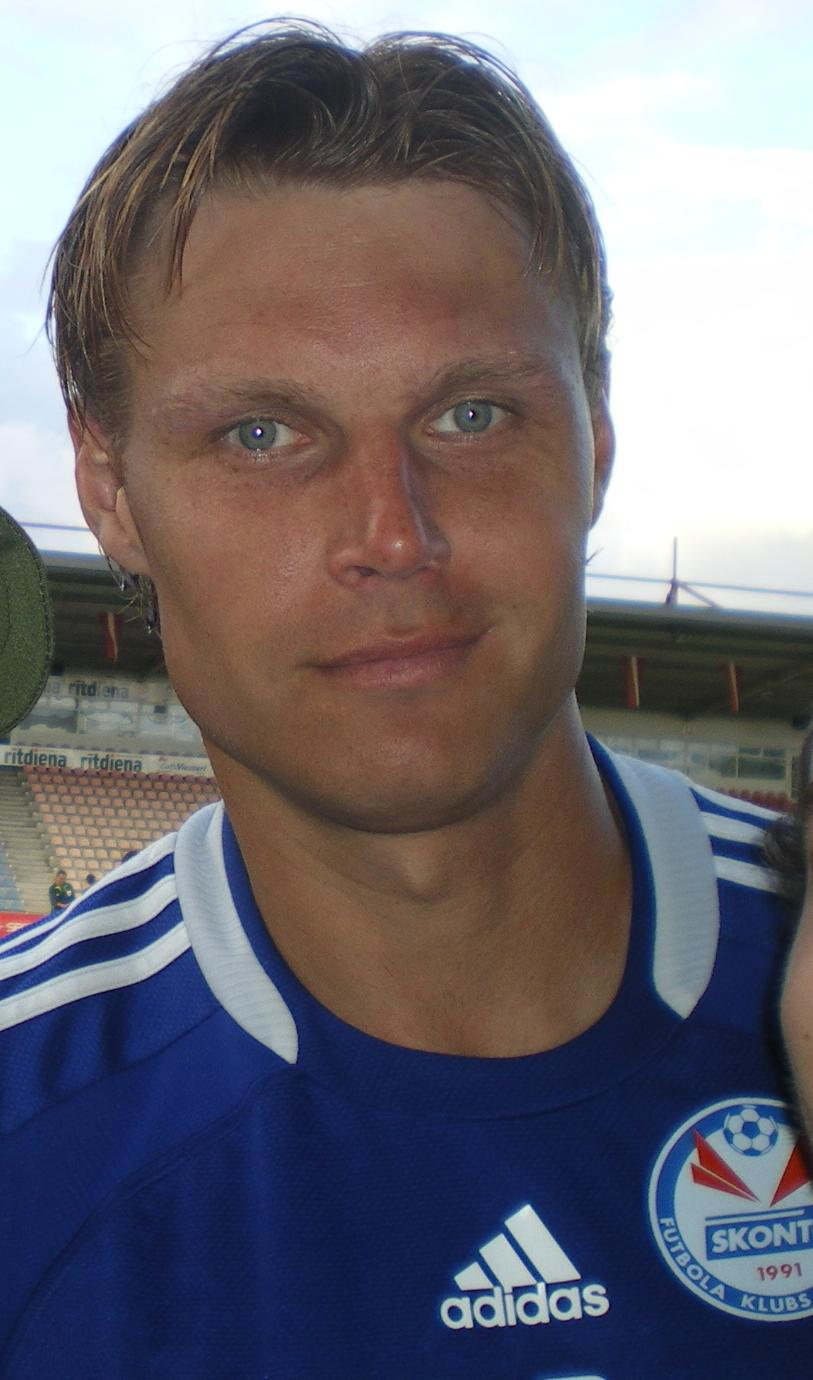
Rekordsieger Edgaras Jankauskas

- Platz: Nennt die Platzierung des Spielers innerhalb dieser Rangliste. Diese wird durch die Anzahl der Titel bestimmt. Bei gleicher Anzahl von Titeln wird alphabetisch sortiert.
- Spieler: Nennt den Namen des Spielers.
- Anzahl: Nennt die Anzahl der errungenen Titel.
- Jahre: Nennt die Spielzeit(en), in denen der Spieler Fußballer des Jahres wurde.

| Platz | Spieler                  | Anzahl | Jahre                        |
| ----- | ------------------------ | ------ | ---------------------------- |
| 1.    | Edgaras Jankauskas       | 5      | 1997, 1998, 2000, 2001, 2004 |
| 2.    | Valdas Ivanauskas        | 4      | 1990, 1991, 1993, 1994       |
| 2.    | Arminas Narbekovas       | 4      | 1985, 1986, 1987, 1988       |
| 4.    | Eugenijus Riabovas       | 3      | 1976, 1977, 1978             |
| 4.    | Arvydas Novikovas        | 3      | 2018, 2020, 2021             |
| 6.    | Fiodor Černych           | 2      | 2016, 2017                   |
| 6.    | Tomas Danilevičius       | 2      | 2006, 2007                   |
| 6.    | Stanislovas Danisevičius | 2      | 1979, 1984                   |
| 6.    | Vytautas Dirmeikis       | 2      | 1975, 1981                   |
| 6.    | Petras Glodenis          | 2      | 1965, 1973                   |
| 6.    | Juzefas Jurgelevičius    | 2      | 1969, 1980                   |
| 6.    | Žydrūnas Karčemarskas    | 2      | 2011, 2012                   |
| 6.    | Valdemaras Martinkėnas   | 2      | 1989, 1992                   |
| 6.    | Stanislovas Ramelis      | 2      | 1967, 1968                   |
| 6.    | Marius Stankevičius      | 2      | 2008, 2009                   |
| 6.    | Gintaras Staučė          | 2      | 1995, 1996                   |
| 6.    | Benjaminas Zelkevičius   | 2      | 1971, 1972                   |

Alle weiteren bisherigen Preisträger erhielten eine Auszeichnung.

### Vereine
- Platz: Nennt die Platzierung des Vereins innerhalb dieser Rangliste. Diese wird durch die Anzahl der Titel bestimmt. Bei gleicher Anzahl von Titeln wird alphabetisch sortiert.
- Verein: Nennt den Namen des Vereins.
- Land: Nennt das Land des Vereins
- Anzahl: Nennt die Anzahl der errungenen Titel.
- Jahre: Nennt die Spielzeit(en), in denen ein Spieler des Vereins Fußballer des Jahres wurden.

| Platz | Verein                      | Land        | Anzahl | Jahre      |
| ----- | --------------------------- | ----------- | ------ | ---------- |
| 1.    | VMFD Žalgiris Vilnius       | Litauen     | 25     | 1965–1989  |
| 2.    | Jagiellonia Białystok       | Polen       | 3      | 2016–2018  |
| 3.    | FC Brügge                   | Belgien     | 2      | 1997, 1998 |
| 3.    | Hamburger SV                | Deutschland | 2      | 1993, 1994 |
| 3.    | Real Sociedad San Sebastián | Spanien     | 2      | 2000, 2001 |
| 3.    | FK Austria Wien             | Österreich  | 2      | 1990, 1991 |
| 3.    | Sampdoria Genua             | Italien     | 2      | 2008, 2009 |
| 3.    | Gaziantepspor               | Türkei      | 2      | 2011, 2012 |